# Breznička (powiat Poltár)
Breznička – wieś (obec) na Słowacji położona w kraju bańskobystrzyckim, w powiecie Poltár. Pierwsze wzmianki o miejscowości pochodzą z roku 1279.
Według danych z dnia 31 grudnia 2012, wieś zamieszkiwały 784 osoby, w tym 388 kobiet i 396 mężczyzn.
W 2001 roku rozkład populacji względem narodowości i przynależności etnicznej wyglądał następująco:
- Słowacy – 97,11%
- Czesi – 0,63%
- Romowie – 1,26%
- Węgrzy – 0,88%

Ze względu na wyznawaną religię struktura mieszkańców kształtowała się w 2001 roku następująco:
- Katolicy rzymscy – 73,71%
- Grekokatolicy – 0,13%
- Ewangelicy – 14,47%
- Husyci – 0,13%
- Ateiści – 9,81%
- Nie podano – 1,64%